# Сінгапурська кухня

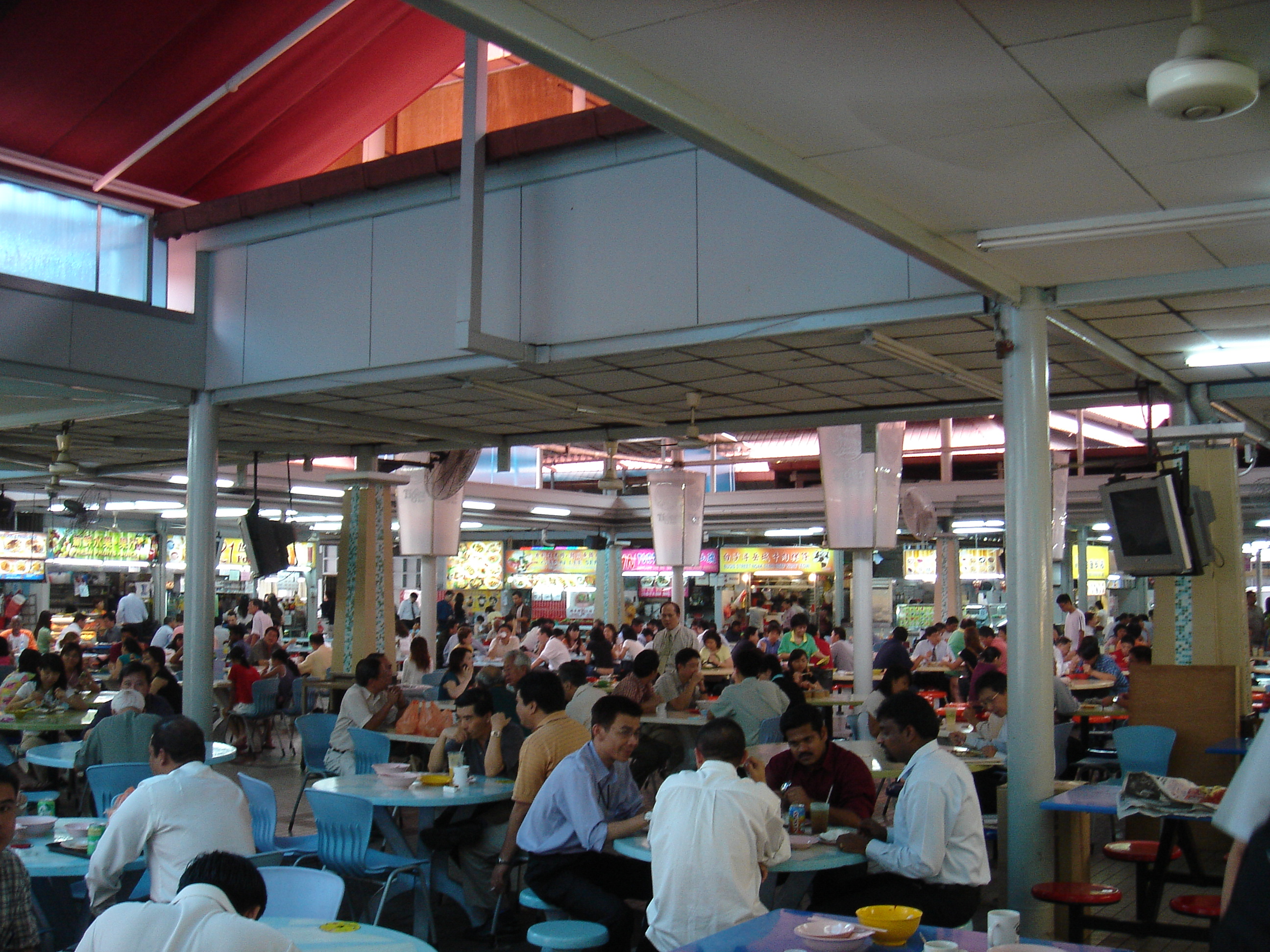
Типовий вуличний центр харчування в Сінгапурі

Сінгапурська кухня — загальний термін, яким позначають велику різноманітність страв різного походження, популярних у Сінгапурі. Добре поїсти є улюбленою розвагою населення Сінгапуру. Завдяки стратегічному положенню міста-держави сінгапурська кухня склалася упродовж довгих століть культурного впливу кухонь різних народів: малайської кухні, китайської, індонезійської, індійської, перанаканської та європейської, особливо англійської й португальської, кухонь. Відчувається також вплив цейлонської, тайської, філіппінської та близькосхідної кухонь. Китайський кухар із вуличного центру харчування під впливом індійської культури може експериментувати з такими інгредієнтами як тамаринд чи куркума, тоді як індійський кухар може готувати смажену локшину.

## Загальний опис
Велика різноманітність місцевої кухні робить її культурною принадою. Здебільшого сінгапурці харчуються у вуличних центрах харчування (англ. hawker centre), наприклад Лау Па Саті, ніж у ресторанах. Вуличні центри харчування можна знайти в будь-якому кутку міста, а їжа в них смачна й дешева, що забезпечує широку споживацьку базу.
Їжа вважається в Сінгапурі важливим елементом національної ідентичності й ниткою, що зшиває докупи різні культурні традиції. У сінгапурській літературі їжу називають національною одержимістю. Сінгапурці часто розмовляють про їжу. Релігія накладає деякі обмеження. Мусульмани не їдять свинину, індуїсти яловичину, вистачає також вегетаріанців. Обідаючи разом, люди з різних громад проявляють розуміння, а тому вибирають їжу, яка була б прийнятною для всіх.
Рада Сінгапуру з туризму пропагує сінгапурську кухню як ще одну туристичну принаду, порівняну з шопінгом. У липні уряд організовує Сінгапурський фестиваль їжі. Мультикультурність місцевої їжі, легкодоступність страв міжнародних кухонь різних стилів, широкий діапазон цін створюють у Сингапурі «харчовий рай».
Сінгапур невеличка країна з високою густотою населення, земля там цінний ресурс. Більшість продуктів та інгредієнтів місто імпортує, хоча є маленька групка місцевих фермерів, які вирощують овочі, фрукти, птицю й рибу. Але Сінгапур зв'язаний зі світом густою мережею повітряних й морських шляхів, що дозволяє йому ввозити сільськогосподарську продукцію звідусіль, включно з такими дорогими морепродуктами, як сасімі з Японії.

## Популярні страви

### Китайські
Чимало китайських страв було пристосовано іммігрантами з Китаю до місцевих умов із застосуванням місцевих інгредієнтів, а тому вони не можуть вважатися суто китайською кухнею. У них відчувається малайський, індійський та інший вплив. Китайське населення Сінгапуру різномовне, і кожна з етнічних груп: хоккієн, теочу, хайнаньці, кантонці й хакка привнесли щось своє у сінгапурську їжу.

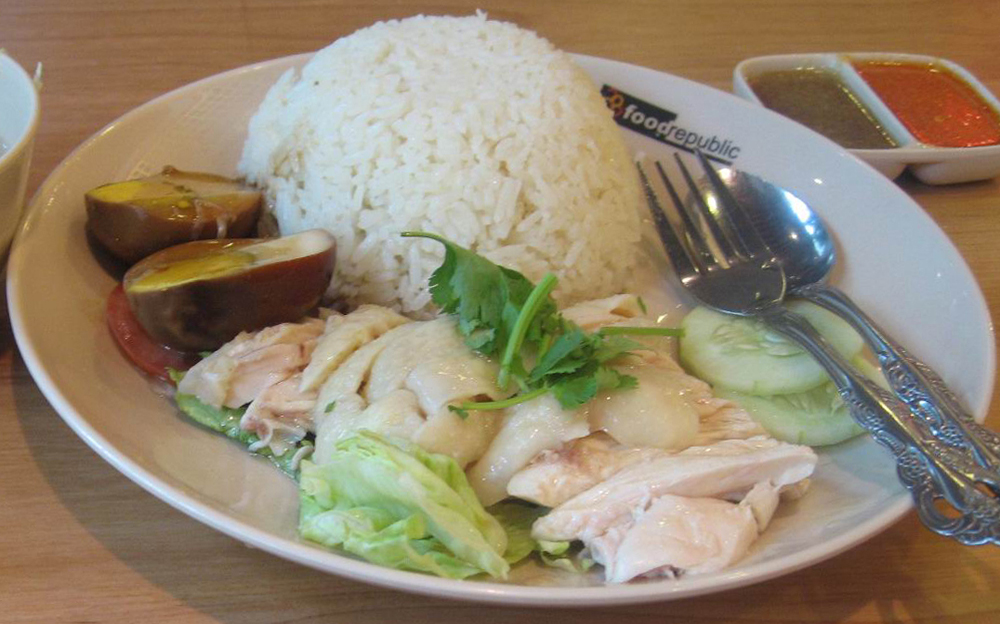
Курячий рис. Сінгапурці їдять або паличками або виделкою і ложкою, а не виделкою і ножем, як європейці

- Курка з рисом по-хайнаньськи (спрощ.: 海南鸡饭; кит. трад.: 海南雞飯; піньїнь: hǎi nán jī fàn) або просто курячий рис (chicken rice) — рис, зварений на парі, із кусочками курятини й огірочком, зазвичай його їдять із темним соєвим соусом, соусом чилі або імбирною пастою. Ця страва вважається у Сінгапурі національною. Вона походить із Хайнаню, хоча сінгапурський варіант тільки дещо нагадує оригінальний.
- Смажений рис / char png (спрощ.: 炒饭; кит. трад.: 炒飯; піньїнь: chǎo fàn) — рис смажать із кусниками м'яса, овочами і яйцями.

### Малайські
- Сате — м'ясо, приготоване на грилі на зразок шашлика, подається з гострим арахісовим соусом, кутупа, огірком і цибулею.
- Насі лемак — рис, варений в кокосовому молоці та листі пандану, подається з певною кількістю інших інгредієнтів.

### Міжкультурні
- Лакса — рисова локшина (бі хун) в кокосовій підливі з креветками, яйцем та іноді курятиною, рибою, тофу. Специфічно сінгапурською на противагу малайській є канонг лакса із сирими або ледь провареними серцевидками.

### Індійські

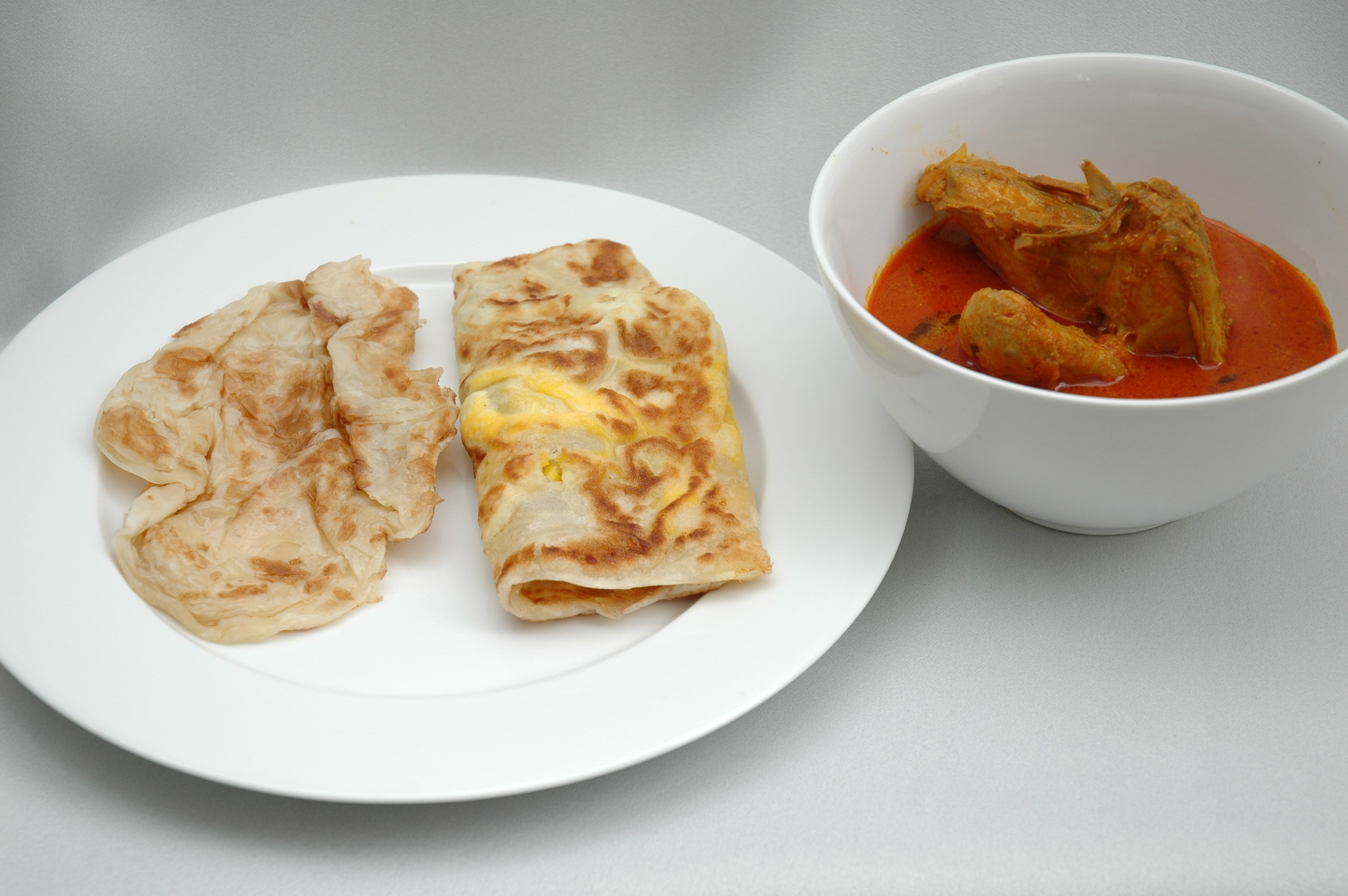
Роті прата і карі

- Роті прата — місцевий варіант пакистанської та індійської страви паратха (індійські налисники), популярна на сніданок або пізню вечерю. Зазвичай подається із цукром карі та різними сучасними інградієнтами: яйцем, сиром, шолокладом, масалою, дуріаном і, навіть, морозивом. В ідеалі повенна бути хрусткою зовні й м'якою всередині. Для правильної консистенції тісто витачують, потім швидко смажать на олії.

## Морепродукти

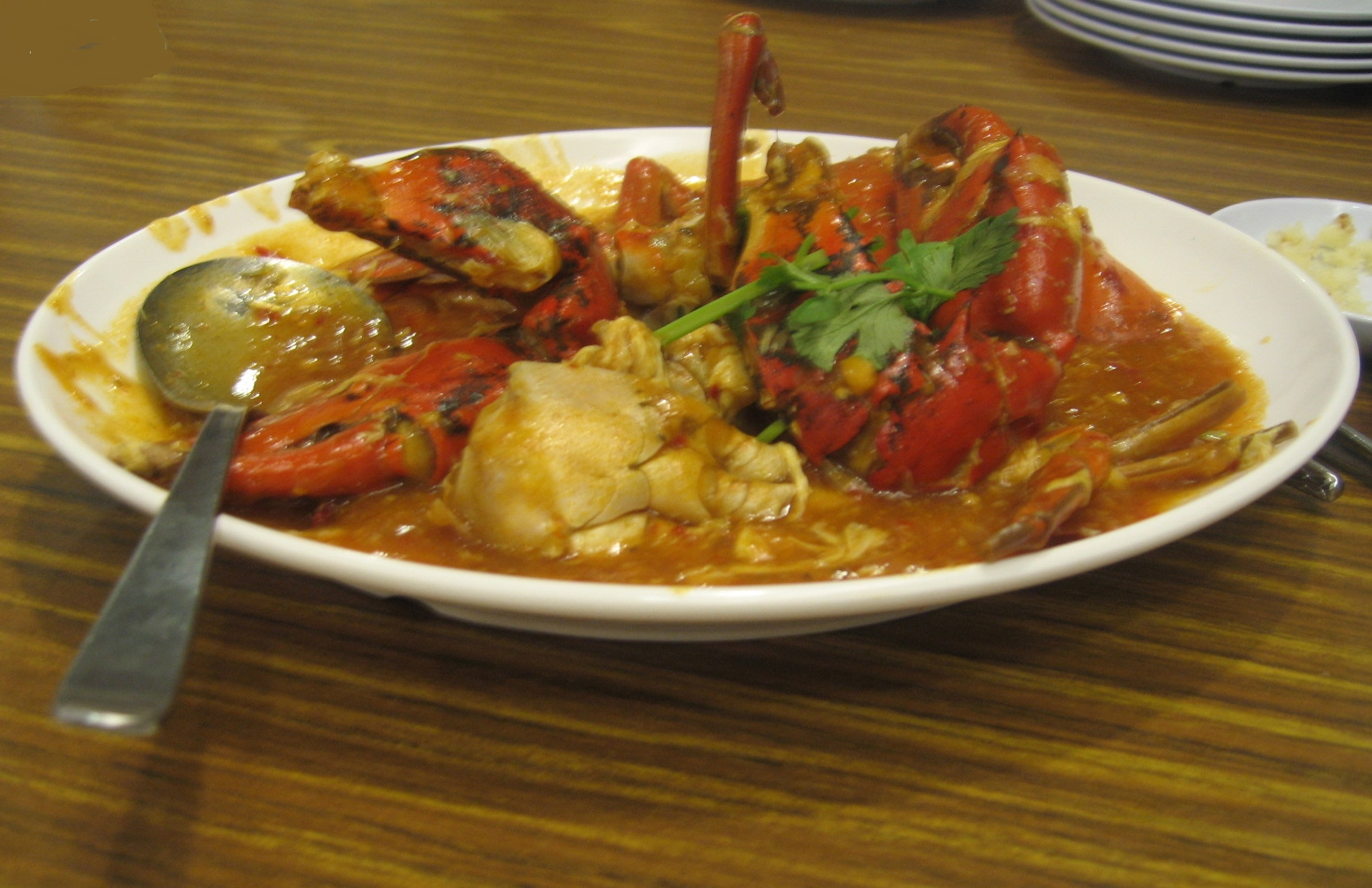
Чилі-краб

- Скат, приготовлений на грилі / hang hir (спрощ.: 魟鱼; кит. трад.: 魟魚; піньїнь: gōng yú) — скат у самбалі, подається на банановому листку, малайська назва ікан бакар, дуже популярний у Малайзії.
- Краб під соусом із чорного перцю.
- Краб під соусом чилі — краб у густій томатній підливі з каєнським перцем.
- Омлет з устриць — омлет з устричною начинкою, подається прикрашеним листками коріандру.

## Фрукти

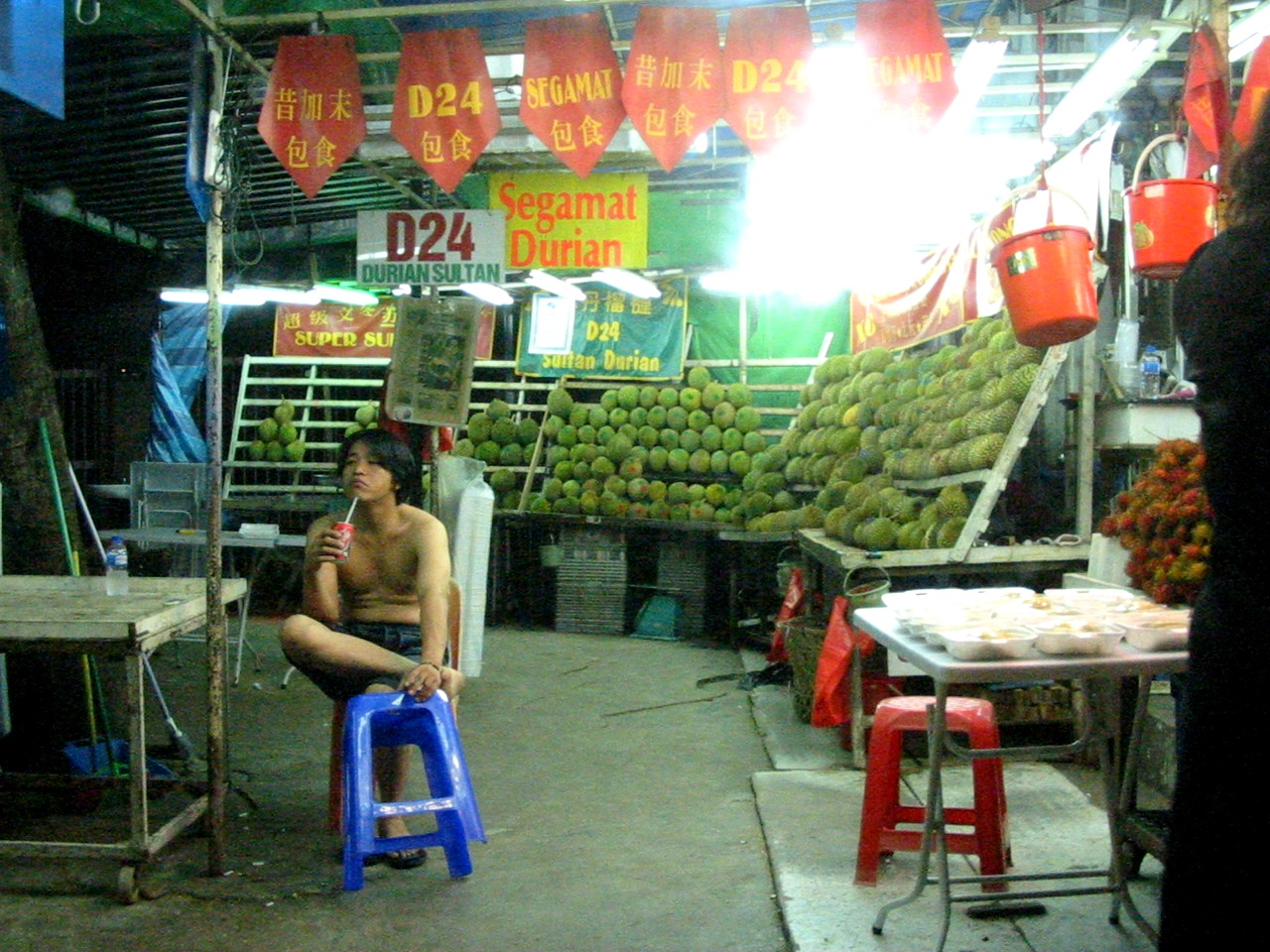
Ятка з дуріанами в Сінгапурі

Тропічні фрукти доступні в Сінгапурі цілий рік, хоча більшість із них імпортують із сусідніх країн. Найбільшу славу серед них має «король фруктів» дуріан, до неможливості смердючий. Попри народну популярність, дуріани заборонено перевозити в громадському транспорті й споживати в деяких готелях і громадських будівлях.

## Напої
Сінгапурці вживають дуже мало міцних алкогольних напоїв, але пиво п'ють із задоволенням. Місцевий різновид пива називається Tiger Beer. Це якісне світле пиво. П'ють також копі — міцну каву зі згущеним молоком, чай з молоком, який називають те, і багато різноманітних соків.

## Виноски
1. ↑  «Singapore Food.» [Архівовано 5 липня 2011 у Wayback Machine.] Singaporefoodhistory.com [Архівовано 24 вересня 2015 у Wayback Machine.]. Accessed July 2011.